# Araplo
Araplo (in greco antico: Ἄραπλος?) era una polis dell'antica Grecia ubicata nel Chersoneso Tracico.

## Storia
Viene citata nel periplo di Scilace, al quinto posto nella successione delle città del Chersoneso Tracico, costituite da Cardia, Ide, Peon, Alopeconneso, Araplo, Eleunte e Sesto.
Non è nota l'esatta collocazione.